# The Gay Lord Quex (film 1919)
The Gay Lord Quex è un film muto del 1919 diretto da Harry Beaumont. Prodotto dalla Goldwyn Pictures Corporation, aveva come interpreti Tom Moore, Gloria Hope, Naomi Childers, Hazel Daly, Sidney Ainsworth, Philo McCullough, Arthur Housman, Kate Lester.
La sceneggiatura di Edfrid A. Bingham si basa sull'omonimo lavoro teatrale di Arthur Wing Pinero, andato in scena in prima a Londra l'8 aprile 1899. La commedia era già stata adattata per il cinema nel 1917 dal regista inglese Maurice Elvey, usando sempre il titolo The Gay Lord Quex.

## Trama

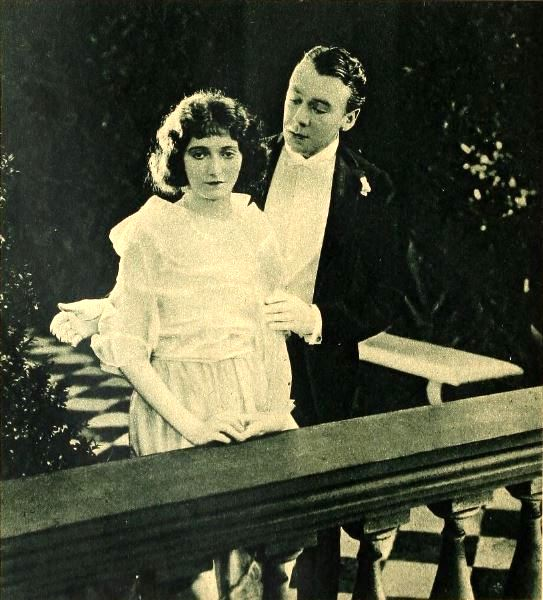
Gloria Hope e Tom Moore

Preceduto da una fama di seduttore, lord Quex - tornato in Inghilterra - si innamora di Muriel Eden. La giovane, conoscendone la reputazione, cerca di resistergli ma poi finisce per arrendersi al suo fascino e accetta di sposarlo. Muriel, però, non riesce a dimenticare del tutto un suo corteggiatore, il capitano Bastling, che in realtà è un donnaiolo impenitente e un cacciatore di dote. Così, quando le giungono all'orecchio le chiacchiere su una presunta relazione del marito con la duchessa di Strood (una diceria messa in giro dalla stessa duchessa che ha delle mire su lord Quex), Muriel - ferita - accetta un appuntamento con Bastling nel negozio di manicure dell'amica Sophie Fullgarney. Quest'ultima, accorgendosi della vera natura del capitano, decide di trovare il modo di mettere sull'avviso l'ingenua Muriel che sta per cadere nella trappola di Basting e si mette a flirtare con lui: lo stratagemma della ragazza funziona. Bastling si tradisce e fa capire a Muriel, quando arriva e li vede, la sua pochezza di uomo. Muriel si rende finalmente conto che il capitano non vale niente e che, al contrario, l'uomo che fa per lei è Quex.

## Produzione
Il film fu prodotto dalla Goldwyn Pictures Corporation.

## Distribuzione

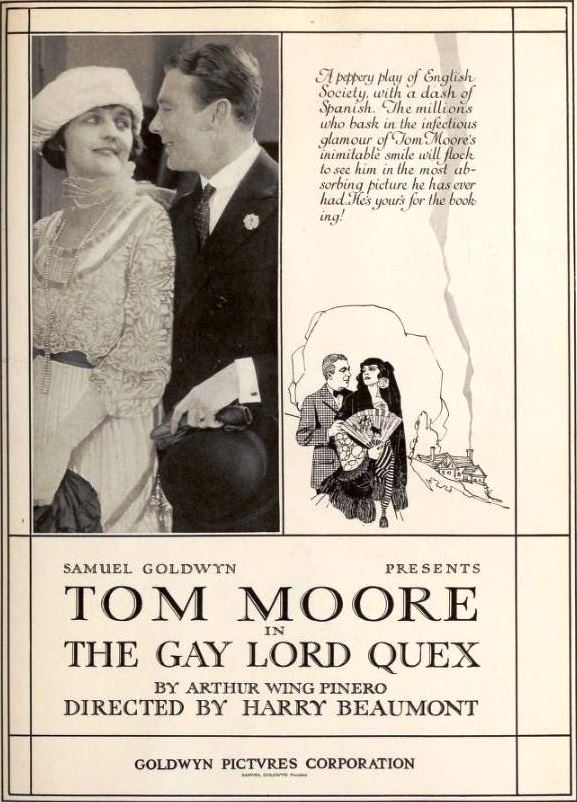
Pubblicità

Il copyright del film, richiesto dalla Goldwyn Pictures Corp., fu registrato il 25 settembre 1919 con il numero LP14222.

Distribuito dalla Goldwyn Distributing Company, il film uscì nelle sale statunitensi il 21 dicembre 1919. In Svezia fu distribuito il 10 maggio 1920 con il titolo Damernas vän.
Non si conoscono copie ancora esistenti della pellicola che viene considerata presumibilmente perduta.